# Rubus lucentifolius
Rubus lucentifolius är en rosväxtart som beskrevs av Jerzy Zieliński och Kosinski. Rubus lucentifolius ingår i släktet rubusar, och familjen rosväxter. Inga underarter finns listade i Catalogue of Life.